# Unitat perifèrica de Pel·la
La unitat perifèrica de Pel·la (en grec: Νομός Πέλλας) és una unitat perifèrica de Macedònia (Grècia) amb 2506 km² i al tomb dels 200.000 habitants. La capital és Edessa. Correspon a l'antiga prefectura de Pel·la.